# John Horsley (archéologue)
Pour les articles homonymes, voir John Horsley.
John Horsley (vers 1685/1686 - 12 janvier 1732) est un antiquaire britannique. Il est surtout connu pour son ouvrage Britannia Romana publié en 1732.

## Biographie
Selon l'antiquaire John Hodgson, dans un mémoire publié en 1831, Horsley serait né en 1685 dans la paroisse d'Inveresk de la division administrative de Midlothian ; son père est un non-conformiste de Northumberland qui a émigré en Écosse, puis revenu en Angleterre peu après la Glorieuse Révolution de 1688. En revanche, John Hodgson Hinde, dans une parution d’Archaeologia Aeliana de février 1865, avance que Horsley est né à Newcastle upon Tyne, et que son père, Charles Horsley, est membre de la Société des tailleurs de la ville. Finalement, David Boyd Haycock, dans l’Oxford Dictionary of National Biography, affirme qu'il est impossible de vérifier les assertions des deux.
En 1732, Horsley est maître d'école et ministre du culte presbytérien. Il meurt le 12 janvier de cette année à Morpeth en Angleterre. En mars ou avril, son Britannia Romania, « premier ouvrage » savant sur l'antiquité romano-britannique, est publié.